# Henrik I. Bavarski
Henrik I. Bavarski, bavarski vojvoda, * 919/921, Nordhausen, † 1. november 955, Regensburg.
Henrik je bil drugi sin vzhodnofrankovskega kralja Henrika Ptičarja in njegove druge žena Matilde von Ringelheim. 
Oče je še za življenja določil za svojega naslednika na prestolu Henrikovega starejšega brata Otona. To ni bilo všeč materi Matildi, ki bi za naslednika raje imela svojega ljubljenca Henrika in je svojo izbiro utemeljevala z razlogom, da je Henrik prvi otrok, ki je bil rojen v času, ko je bil oče Henrik že vzhodnofrankovski kralj. Tudi Henrik, ki je bil po izgledu povsem podoben očetu in močno oblastiželjen, je bil prepričan, da bi on moral biti kralj. Že mladoleten je začel simpatizirati z uporniki proti bratu.
Plemstvo se je Otonu, nezadovoljno z njegovim avtoritativnim začetkom vladanja, kaj hitro začelo upirati. Prvemu uporu se je pridružil tudi Otonov in Henrikov starejši polbrat Tankmar. Na gradu Belecke ob Möhni (pri Warsteinu) je ugrabil Henrika in ga kot talca predal vodji upora Eberhardu Frankovskem. Henrik, s katerim naj bi izsiljevali Otona, je Eberharda presenetil z izjavo, da se bo priključil upornikom, če mu bodo pomagali prevzeti Otonov položaj. Prvi upor se je s Tankmarjevo smrtjo dokaj hitro končal. Že pri naslednjem pa je Henrik prevzel pobudo.

## Upiranje bratu Otonu
Henrik je v začetku leta 939 na območju Saalfelda in Turinškega gozda zbral čete in z njimi odhitel v Lotaringijo, da bi se združil z vojsko svaka Giselberta Lotarinškega (poročen je bil z Otonovo in Henrikovo sestro Gerbergo), ki je tudi bil med uporniki. Oton mu je z vojsko sledil in brez boja zavzel Henrikov grad Dortmund. Ko je bil pri prehajnju Rena pri Birtnu (blizu Xantna) preko reke šele del Otonove vojske, je Henrik napadel, vendar je bil kljub številčni premoči poražen. Henrik se je iz boja rešil, a mu je udarec v roko pustil trajne posledice. Zatekel se je v  Merseburg. Ko Otonova vojska mesta v dveh mesecih ni mogla zavzeti, so se domenili za predajo pod pogojem, da lahko obleganci svobodno zapustijo mesto. Henrik se je zatekel najprej k sestri Gerbergi in potem na dvor francoskega kralja Ludvika IV.
Poraženi so bili tudi Henrikovi souporniki. Giselbet Lotarinški in Eberhard Fankovski sta umrla pri Andernachu. Henrik je ostal osamljen. Izbral je rešitev, ki se mu je zdela najboljša: še pred koncem leta se je prostovoljno podredil bratu. Ni se zmotil. Oton ga je za kratek čas vtaknil v hišni pripor, potem pa mu je nepremišljenost odpustil in ga celo imenoval za vojvodo Lotaringije, na vojvodski položaj, ki se je s smrtjo Giselberta izpraznil.
Lotarinško plemstvo, ki je težilo k Franciji, Henrika ni hotelo sprejeti za svojega vojvodo in ga je nagnalo. Oton je namesto njega za upravnika Lotaringije imenoval domačega plemiča Otona Verdunskega; to pa je Henrika ponovno odvrnilo od brata. Povezal se je s saškimi knezi na vzhodu kraljestva, ki so bili nezadovoljni, ker jih je Oton podredil mejnemu grofu Geru. Začeli so kovati zaroto proti Otonu: ubili naj bi ga na veliko noč 941 v kraljevi palači v Quedligburgu. Oton je za zaroto pravočasno zvedel. Henrika je dal zapreti v kraljevi grad v Ingelheimu, od koder je Henrik ušel, vendar je že ob božiču v frankfurtski stolnici brata na kolenih prosil odpuščanja. Oton mu je ponovno odpustil. Po tem času se Henrik Otonu ni več upiral. Odnos med bratoma se je začel zboljševati in je s časom postal prijateljski.

## Sodelovanje z Otonom
Že leta 937 je Oton posredoval poroko med Henrikom in hčerko nekdanjega bavarskega vojvode Arnulfa iz rodu Liutpoldincev, Judito. Po smrti Arnulfovega brata, bavarskega vojvode Bertolda (947), je Oton na prigovarjanje matere Matilde na izpraznjeno mesto imenoval Henrika. Čeprav tudi Bavarci Henrika kot tujca niso marali in so se mu upirali,  je na Bavarskem vendarle uveljavil svojo oblast in se v bojih proti Ogrom izkazal kot uspešen vojskovodja.
Leta 951, ko je Oton pripravljal svoj prvi pohod v Italijo, je Henrik brez Otonovega pristanka vdrl v Italijo in zavzel sedež oglejskega patriarha. Potem je spremljal Otona na poti preko Alp. Doletela ga je celo čast, da je lahko v Pavijo, kjer se je Oton nastanil, slavnostno pripeljal Otonovo novo nevesto, italijansko kraljico Adelajdo. Po povratku domov mu je Oton na državnem zboru v Augsburgu (952) podelil v fevd  prejšnji italijanski krajini Verono in Istro. Obstaja domneva, da sta bili krajini že tedaj pripojeni Koroški (Karantaniji), saj po letu 976 nastopajo kot del Koroške vojvodine in ne kot del Bavarske.
Nove razmere v rodbini, ki so nastale z Otonovo vnovično poroko (prva žena mu je leta 946 umrla), so začele vznemirjati Otonovega sina Liudolfa. Strah, da bo izgubil že zagotovljeno mu Otonovo nasledstvo, da bo prevladal Adelajdin vpliv, predvsem pa vsem očitno zbližanje med mačeho in  stricem, so Liudolfa in njegove somišljenike spodbudili k snovanju upora proti Otonu in še bolj proti Henriku. S svakom Konradom Rdečim (poročen je bil z Otonovo hčerko Liutgardo) sta načrtovala, da bosta na srečanju, ki ga je Oton sklical za veliko noč 953 v Ingelheimu, zajela Henrika. Toda načrt je spodletel, ker Henrika na srečanje ni bilo.
Liutpold in Konrad sta se Otonu odkrito uprla. Ta je pod grožnjo izobčenja od njiju zahteval, da se mu na zboru v Fritzlarju podredita. Toda na zbor nista prišla. Po prvih spopadih sta se zatekla v Mainz in Otonova in Henrikova vojska sta mesto obkolili (julija 953). Ko ga v nekaj mesecih nista mogli zavzeti, je prišlo do pogajanj, ki pa so bila neuspešna, predvsem zaradi Henrika, ki ni želel miru. Tedaj se je pokazalo, da Bavarci svojega vojvode ne podpirajo. Vsa Henrikova vojska je ponoči zapustila vojaški tabor in se odpravila na Bavarsko, kjer je tudi izbruhnil upor. Najprej ga je vodil palatinski grof Arnulf II. (drugi sin nekdanjega kralja Arnulfa Bavarskega), kateremu je Henrik za čas svoje odsotnosti prepustil namestništvo, potem pa Liudolf, ki je zapustil Mainz. Henrikova žena in otroci so bili prisiljeni deželo zapustiti.
Uporniki so se utaborili v Regensburgu, ki ga Otonova vojska ni mogla zavzeti in se je koncem leta vrnila domov. Ko sta se Oton in Henrik februarja 954 vrnila z večjo vojsko, so istočasno Bavarsko z vzhoda preplavili Ogri. Javno mnenje se je začelo obračati v prid kralju in uporniki so bili prisiljeni skleniti premirje. Kralj se je na srečanju v Langenzennu pri Nürnbergu (15. julija 954) zaman trudil, da bi pripravil Liudolfa in Liutpoldince, da bi se mu podredili. Henrik pri pogajanjih ponovno ni deloval spravljivo, ampak je dražil nečaka z vedno novimi očitki, tako da je ta zapustil pogajanja in nadaljeval z uporom. Ko pa je v boju padel Arnulf II., je Luidolf zapustil Regensburg. Konrad, ki mu je umrla žena, Otonova hčerka, se je začel z Otonom pogajati, pridružil se jima je tudi Liudolf in v Illertissnu so se pobotali. S tem se je upor nehal po vsej Nemčiji razen na Bavarskem, kjer je Henrik v Regensburgu še naprej oblegal uporne Bavarce. 
Po veliki noči 955, ko je kralj pripeljal Henriku nove ojačitve, je Regensburg že zelo trpel zaradi lakote. Zmaga, ki jo je Henrik izbojeval 1. maja, verjetno pri Mühldorfu, je zlomila zadnje moči bavarske vstaje. Tudi Oglej, ki se je pridružil vstaji, si je Henrik ponovno podredil. Z nečloveško krutostjo se je maščeval upornikom. Salzburškega nadškofa Herolda, ki je prišel v zapor, je pustil oslepiti, oglejskega patriarha Engelfreda skopiti. Komaj pa se je vrnil z maščevalnega pohoda, je močno zbolel. Nemočen je ležal v bolniški postelji med tem, ko so Ogri ponovno vdrli na Bavarsko in ko so Oton in združeni nemški in češki knezi izbojevali nad njimi slavno zmago na Leškem polju (10. avgusta 955). V slutnji smrti je še enkrat obiskal mater v samostanu Pöhlde. 1. novembra 955 je umrl. Za njim je le malokdo žaloval. Pokopan je v samostanski cerkvi Niedermünster v Regensburgu, katero je dal sam  zgraditi.
Nasledil ga je štiriletni sin Henrik II. pod regentstvom matere. Kasneje se je tudi on skoraj vse življenje brezuspešno upiral kralju in cesarju Otonu II. Prislužil si je celo vzdevek Prepirljivec. Njegovemu sinu, torej vnuku Henrika I., pa je padla (po smrti Otona III.) cesarska krona v naročje brez prizadevanja, saj je ostal edini dedič otonskega kraljestva. Postal je cesar Henrik II. Sveti; bil je brez potomcev, zadnji cesar iz saške dinastije Liudolfincev.

## Henrikova družina
Henrik I. je bil poročen z Judito (925-985), hčerko Arnulfa Bavarskega. Imela sta tri otroke:
- Hedvika (ca. 939–994) ∞ švabski vojvoda Burchard III.
- Gerberga (ca. 940–1001), opatinja v samostanu Gandersheim
- Henrik II. (951–995), vojvoda Bavarske.

## Genealogija
|  |                             |  |  |  |  |  |  |  |  |  |  |  |  |  |  |  |
|  | 8. Liudolf, vojvoda Saške   |  |  |  |  |  |  |  |  |  |  |  |  |  |  |  |
|  |                             |  |  |  |  |  |  |  |  |  |  |  |  |  |  |  |
|  |                             |  |  |  |  |  |  |  |  |  |  |  |  |  |  |  |
|  | 4. Oton I., vojvoda Saške   |  |  |  |  |  |  |  |  |  |  |  |  |  |  |  |
|  |                             |  |  |  |  |  |  |  |  |  |  |  |  |  |  |  |
|  |                             |  |  |  |  |  |  |  |  |  |  |  |  |  |  |  |
|  | 9. Oda Billung              |  |  |  |  |  |  |  |  |  |  |  |  |  |  |  |
|  |                             |  |  |  |  |  |  |  |  |  |  |  |  |  |  |  |
|  |                             |  |  |  |  |  |  |  |  |  |  |  |  |  |  |  |
|  | 2. Henrik I. Nemški         |  |  |  |  |  |  |  |  |  |  |  |  |  |  |  |
|  |                             |  |  |  |  |  |  |  |  |  |  |  |  |  |  |  |
|  |                             |  |  |  |  |  |  |  |  |  |  |  |  |  |  |  |
|  | 10. Henrik Frankonski       |  |  |  |  |  |  |  |  |  |  |  |  |  |  |  |
|  |                             |  |  |  |  |  |  |  |  |  |  |  |  |  |  |  |
|  |                             |  |  |  |  |  |  |  |  |  |  |  |  |  |  |  |
|  | 5. Hedvika Frankonska       |  |  |  |  |  |  |  |  |  |  |  |  |  |  |  |
|  |                             |  |  |  |  |  |  |  |  |  |  |  |  |  |  |  |
|  |                             |  |  |  |  |  |  |  |  |  |  |  |  |  |  |  |
|  | 11. Ingeltrude Furlanska    |  |  |  |  |  |  |  |  |  |  |  |  |  |  |  |
|  |                             |  |  |  |  |  |  |  |  |  |  |  |  |  |  |  |
|  |                             |  |  |  |  |  |  |  |  |  |  |  |  |  |  |  |
|  | 1. Henrik I. Bavarski       |  |  |  |  |  |  |  |  |  |  |  |  |  |  |  |
|  |                             |  |  |  |  |  |  |  |  |  |  |  |  |  |  |  |
|  |                             |  |  |  |  |  |  |  |  |  |  |  |  |  |  |  |
|  | 6. grof Dietrich Westfalski |  |  |  |  |  |  |  |  |  |  |  |  |  |  |  |
|  |                             |  |  |  |  |  |  |  |  |  |  |  |  |  |  |  |
|  |                             |  |  |  |  |  |  |  |  |  |  |  |  |  |  |  |
|  | 3. Matilda Ringelheimska    |  |  |  |  |  |  |  |  |  |  |  |  |  |  |  |
|  |                             |  |  |  |  |  |  |  |  |  |  |  |  |  |  |  |
|  |                             |  |  |  |  |  |  |  |  |  |  |  |  |  |  |  |
|  | 7. Reinhild                 |  |  |  |  |  |  |  |  |  |  |  |  |  |  |  |
|  |                             |  |  |  |  |  |  |  |  |  |  |  |  |  |  |  |
|  |                             |  |  |  |  |  |  |  |  |  |  |  |  |  |  |  |